# كلينتون أفيري
كلينتون أفيري (بالإنجليزية: Clinton Avery) هو دراج نيوزيلندي، ولد في 3 ديسمبر 1987 في روتوروا في نيوزيلندا.

## وصلات خارجية
- كلينتون أفيري على موقع الاتحاد الدولي للدراجات (الإنجليزية)
- كلينتون أفيري على موقع أرشيف الدراجات (الإنجليزية)
- كلينتون أفيري على موقع إحصائيات الدراجات الإحترافية (الإنجليزية)
- كلينتون أفيري على موقع نسبة الدراجات (الإنجليزية)
- كلينتون أفيري على موقع اتحاد ألعاب الكومنولث (مؤرشف) (الإنجليزية)
- كلينتون أفيري على موقع دورة ألعاب الكومنولث 2006 (مؤرشف) (الإنجليزية)